# Isaiah Wong

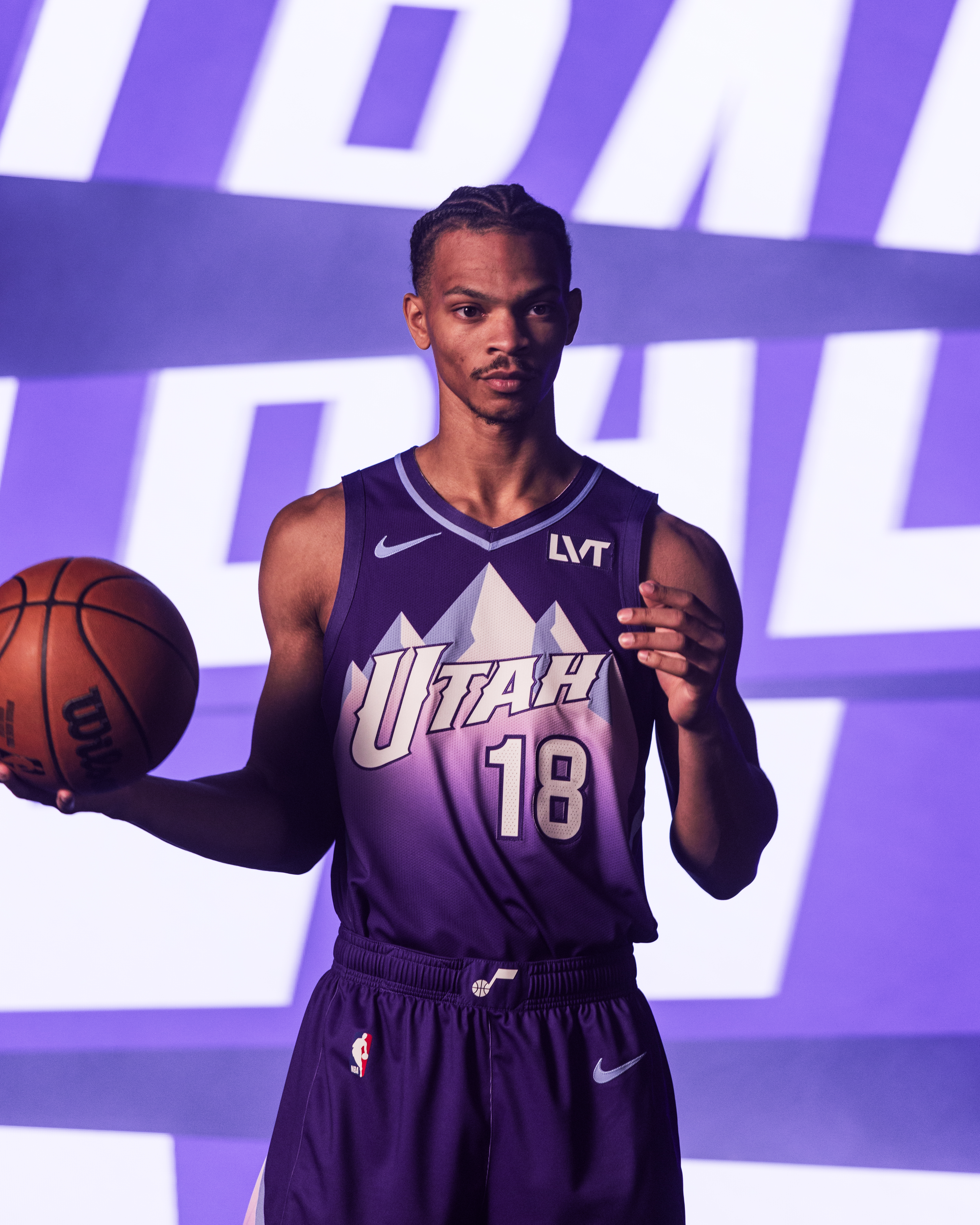
Isaiah Wong, 2024.

Isaiah Robert-Johan Wong, född 28 januari 2001 i Piscataway i New Jersey, är en amerikansk professionell basketspelare (PG/SG) som spelar för Charlotte Hornets i National Basketball Association (NBA). Han har tidigare spelat för Indiana Pacers.
Wong draftades av Indiana Pacers i andra rundan i 2023 års draft som 55:e spelare totalt.
Innan han blev proffs studerade Wong på University of Miami och spelade för deras idrottsförening Miami Hurricanes.